# Col de la Moréno
Der Col de la Moréno ist ein 1065 Meter hoher französischer Gebirgspass im Zentralmassiv. Er befindet sich in der Region Auvergne-Rhône-Alpes im Département Puy-de-Dôme und verbindet über die D942 die Gemeinden Olby im Westen mit Orcines im Osten.

## Lage und Streckenführung
Der Pass führt durch den Regionalen Naturpark Volcans d’Auvergne und verläuft parallel zum nördlichen Col de la Nugére. Die Passhöhe liegt in der Nähe des Puy de Laschamp.
Die Westauffahrt von Olby beginnt bei einem Kreisverkehr, wo sich die D942, D216 und N89 treffen. Auf einer Länge von 5,1 Kilometern weist die Auffahrt eine durchschnittliche Steigung von 4,8 % auf und führt auf geradem Weg in Richtung Passhöhe. Die höchsten Steigungsprozente werden im unteren Teil erreicht, ehe der Pass nach und nach abflacht. Die Passhöhe befindet sich in bewaldetem Gebiet bei einem kleinen Gasthaus.
Die Ostauffahrt von Orcines beginnt beim Kreisverkehr der Ortschaft La Font de l'Arbre und weist auf einer Länge von 5,2 Kilometern eine Durchschnittsteigung von 4,9 % auf. Nach zweieinhalb Kilometern bei Steigungsprozenten von rund 5 % flacht die Straße kurzzeitig ab, ehe die letzten zwei Kilometer wieder deutlich an Neigung zunehmen. Kurz vor der Passhöhe werden Rampen von bis zu 9 % erreicht. 
Weiters kann die Passhöhe auch über die D52 erreicht werden.

## Radsport
Die Tour de France führte im Jahr 1951 erstmals über den Col de la Moréno. Die Westauffahrt wurde im Finale der 9. Etappe überquert, die von Limoges über 236 Kilometer nach Clermont-Ferrand führte. Auf der Passhöhe wurde eine Bergwertung der 3. Kategorie abgenommen, ehe die Strecke über den etwas höheren Col de Ceyssat (1078 m) führte. Die Bergwertung sicherte sich damals der Franzose Raphaël Géminiani.
Im Jahr 1969 wurde die Westauffahrt auf der 20. Etappe erneut befahren, ehe das Ziel auf dem Puy de Dôme erreicht wurde. Auf der Passhöhe wurde diesmal jedoch keine Bergwertung abgenommen. Die letzte Auffahrt erfolgte im Jahr 1988 als der Col de la Moréno ein weiteres Mal vor dem Puy de Dôme befahren wurde. Der Däne Johnny Weltz führt über den Pass der 3. Kategorie, ehe er die bislang letzte Bergankunft auf dem Puy de Dôme gewann. Im Jahr 2023 wurde der Col de la Moréno auf der 10. Etappe erstmals von der Ostseite befahren. Auf der Passhöhe wurde eine Bergwertung der 3. Kategorie abgenommen, die sich der Däne Anthon Charmig sicherte.
| Jahr | Etappe     | Bergwertung  | Fahrer            | Auffahrt |
| ---- | ---------- | ------------ | ----------------- | -------- |
| 1951 | 09. Etappe | 3. Kategorie | Raphaël Géminiani | West     |
| 1988 | 19. Etappe | 3. Kategorie | Johnny Weltz      | West     |
| 2023 | 10. Etappe | 3. Kategorie | Anthon Charmig    | Ost      |